# Israel Rivera Pérez
Israel Rivera Pérez (Santiago Etla, 10 de mayo de 1947 - Oaxaca de Juárez, 8 de abril de 2007) fue un músico mexicano, fue el director del Coro "David" de la Iglesia Nacional Presbiteriana "San Pablo" en la Ciudad de Oaxaca de Juárez, fundador del Coro de la Ciudad del mismo municipio.

## Biografía
Nació el 10 de mayo de 1947 en Santiago Tenango Etla, en el estado de Oaxaca; sus padres fueron Félix Rivera Navarro y Adelina Pérez Gómez, siendo el único hijo hombre de entre 4 hermanas (Areli, Josefa, Lucina y Dalila).
Cursó la educación primaria en este mismo municipio y la secundaria en San Francisco Telixtlahuaca. A la edad de 12 años, recibe sus primeras clases de música por parte del Pbro. Fermín López en el Instituto Bíblico de la Iglesia Nacional Presbiteriana "Betel". 
En el año de 1964 se traslada a la Ciudad de México para ingresar al Seminario Teológico Presbiteriano de México en el área de música sacra y graduándose el 17 de septiembre de 1967 con mención honorífica. Cuando sale del Seminario ingresa al Instituto Tecnológico de Oaxaca para cursar su bachillerato en físico-matemáticas y también estudió la Licenciatura en Administración. Fue parte del profesorado del Seminario hasta 1972, y en la Navidad de ese año es nombrado como Ministro de Música del Coro "David". El 27 de octubre de 1973 contrae nupcias con Elsa Ruth Josefina Cañas Ruiz, con quien tiene un hijo, Israel David Rivera Cañas. En el año 1990, forma el Coro de la Ciudad En la madrugada del domingo 8 de abril de 2007, a causa de un infarto muere el Mtro. Israel, dejando pendiente su participación para el domingo de resurrección para interpretar al lado de su hijo, los solos de tenor del oratorio "La Crucifixión" de John Stainer.

## Trabajo
Desde el segundo año de la carrera en música en el seminario, tomó la batuta del coro de esta institución, llevando a cabo giras corales dentro del país y haciendo la primera gira coral por la ciudad de McAllen,Texas. Desde la Navidad de 1972 hasta su muerte en 2007, dirigió al Coro "David" teniendo participaciones dentro de Oaxaca, como en los estados de Tabasco, Guerrero, Veracruz, Ciudad de México y Chiapas, dando día a día el mayor esfuerzo posible, así como haciendo traducciones de cantatas navideñas y de Semana Santa de John W. Peterson o de la obra "El Mesías" de Handel.  Para el año de 1987 dirigió el coro magno de 500 voces en el 40 aniversario de la Respetable Asamblea de la Iglesia Presbiteriana de México en la sala Netzahualcóyotl del Centro Cultural Universitario. Para 1989 se le contrata como maestro de música en la Escuela de Bellas Artes de la UABJO y en el Centro de Estudios Musicales de Oaxaca  en el área de canto y con juntos corales. Siendo presidente municipal el ingeniero Lino Celaya Luria y directora de cultura municipal la profesora Lilia Palacios de Techachal, en el año de 1990 inicia el Coro de la Ciudad, teniendo su primera presentación el 16 de agosto de 1990 en la Sala José Vasconcelos del Ágora de FONAPAS. Con este grupo coral, participa en  en festivales internacionales en Guatemala y Guadalajara, Jalisco. En 2006 saca el primer CD con himnos de alabanza junto con el Coro "David".